# Ядловський Іван Олексійович
Іва́н Олексі́йович Ядло́вський (* 18 червня 1846, Канів — † 21 лютого 1933, Канів) — сторож і доглядач могили Тараса Шевченка в Каневі в 1884–1933 роках.

## Біографія

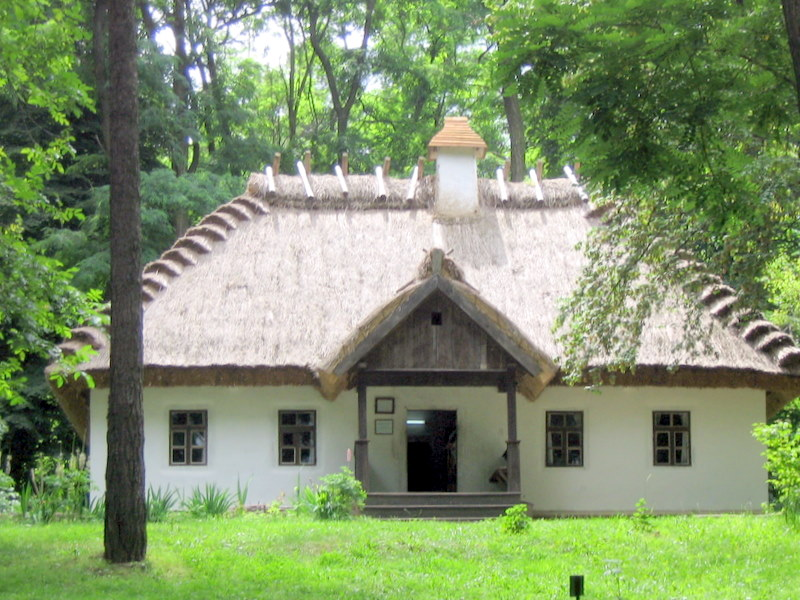
Тарасова світлиця — будинок Ядловського на Тарасовій горі і перший народний музей Тараса Шевченка

Народився 18 червня 1846 року у Каневі, підлітком зустрів тут Шевченка, пізніше брав участь у похованні поета на Чернечій горі. Потім троюрідний брат Тараса Шевченка Варфоломій Шевченко запропонував Івану Олексійовичу стати доглядачем Кобзаревої могили, на що той відразу погодився. Ядловський зобов'язувався доглядати за могилою Кобзаря 5 років, але цей термін виявився набагато більшим. Біля півстоліття він охороняв могилу поета, доглядав дерева і квіти біля неї. У цій справі йому допомагали діти.
У 1884 році Іван Ядловський з родиною (дружиною і п'ятьма дітьми) оселяється у правій половині хатини, збудованої поблизу поетової могили. У цій хаті доглядач жив до того часу, поки не збудував власну оселю під Тарасовою горою. Сім'я у нього була велика: шість синів і три доньки. В хаті під горою мешкала лише його родина, сам він майже завжди залишався в хаті, що стояла на самій Тарасовій горі.
Ядловський сам шив чоботи, плів ятері, в'язав сітки, вирізав ложки, ковганки, рублі для прасування, завжди привітно, благоговійно, знявши щапку з голови, зустрічав відвідувачів могили Шевченка, для кожного знаходив тепле, щире слово, часто годував їх, пригощав чаєм із запашних трав, пиріжками, які пекла його дружина Мелашка, а на згадку дарував людям ложки, зроблені у формі рибки, які вирізав сам. Люди були вдячні та довго пам'ятали гостинність господаря.
За час перебування на Тарасовій горі, охоронець Шевченкової могили зустрічав не тільки простих людей, а й відомих представників української культури і літератури. Серед них: Михайло Коцюбинський, Леся Українка, Василь Стефаник, Сергій Єфремов, Симон Петлюра, Микола Біляшівський, Микола Лисенко, Ольга Кобилянська, Іван Труш, Володимир Винниченко, Борис Грінченко та багато інших.

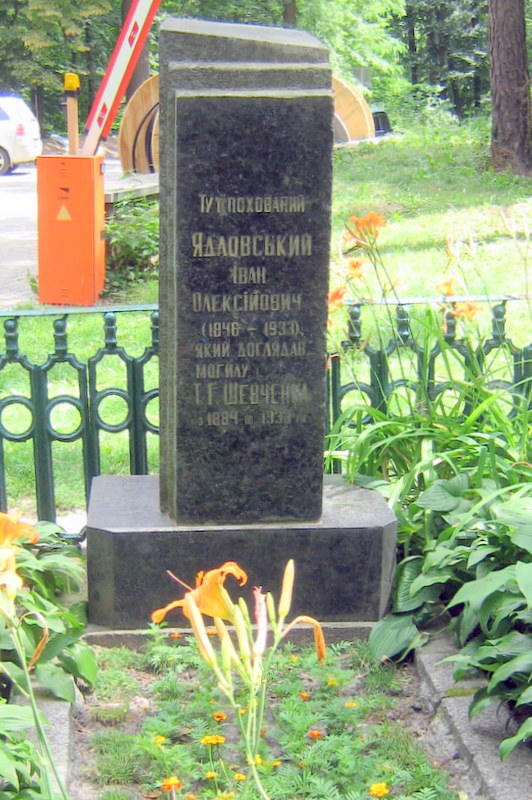
Надгробок Івана Ядловського на Тарасовій горі

З роками Іван Ядловський втратив здоров'я, але продовжував доглядати Шевченкову могилу. Так тривало до останніх днів його життя. Помер 21 лютого 1933 року на 87-у році життя. Про Ядловського письменник Семен Скляренко сказав, що «історія Ядловського — це історія могили поета». Виконуючи волю покійного, його поховали недалеко від могили Тараса Шевченка, а в 1936-у у зв'язку з будівництвом музею було розібрано його хату.
На надгробку Ядловського з бокової сторони напис:
Сивенького,
Старого дідуся
Запам'ятали
Люди на могилі.
Він всіх гостей
Привітно зустрічав,
Знаходив кожному
Слова ласкаві, щирі…

## Пам'ять
Івану Ядловському присвячені
- оповідання «Сторож великої могили» С. Скляренка;
- нарис «Шевченкова могила» М. Коцюбинського;
- стаття «На Шевченковій могилі» М. Комарова;
- нарис «Могила Т. Г. Шевченка» О. Барвінського.

На честь Івана Ядловського названо одну із вулиць Канева.

## Виноски
1. ↑  Тарас Шевченко та Канівщина// Сайт Канева: kaniv.net